# Аленіцин Олександр Аполлонович
Олександр Аполлонович Аленіцин (29 листопада 1884 Санкт-Петербург, Російська імперія — 5 жовтня 1922) — російський тенісист, учасник Літньої олімпіади 1912 року в Стокгольмі в складі Російської збірної, чемпіон Санкт-Петербурга (1909—1911) і Москви (1911).

## Біографія
Один з найсильніших в Росії тенісистів першої чверті XX століття. Входив до складу і був одним з найсильніших тенісистів «Крестовського лаун-теніс клубу». Чемпіон міста Санкт-Петербурга (1909–1911) і в 1911 році Москви в одиночному розряді. У 1910 році став фіналістом Перших в Росії змагань на критих кортах в одиночному розряді. У 1911 році став переможцем цього змагання в парному розряді. Разом з Сумароковим-Ельстоном був заявлений на Олімпійські ігри в Стокгольмі 1912 року в одиночному і парному розряді. Але від участі в одиночному турнірі відмовився на користь Сумарокова, з яким повинен був грати за жеребом у першому колі. Учасник тенісного матчу Англія — Росія в 1913 році і 1-го матчу міст Москва — Петроград в 1920 році.
Після Жовтневої революції Аленіцин залишався в Петрограді головою  «Крестовського Лаун-Теніс Клубу». З ініціативи та під керівництвом Аленіцина змагання з тенісу проходили серед чоловіків і жінок у всіх розрядах: одиночних, парних, змішаних. 15 вересня 1922 року був заарештований більшовиками за «зв'язок із закордоном». Через 20 днів у катівнях ЧК, не витримавши тортур, покінчив життя самогубством у своїй камері.
Грав переважно на задній лінії. Одним з перших серед російських тенісистів став користуватися крученим ударом, аналізувати питання техніки і тактики гри, методику підготовки тенісистів до змагань.

## Титули
- 3-кратний чемпіон Санкт-Петербурга в одиночному розряді (1909–1911)
- Переможець Перших в Росії змагань на критих кортах в парному розряді (1910)
- Чемпіон Москви в одиночному розряді (1911)

## Нагороди
- Володар більше 120 призів .
- У 2005 році введено до Зали російської тенісної слави в номінації Піонери вітчизняного тенісу[3] .